# La Merced (distrito de Aija)
La Merced é um distrito peruano localizado na Província de Aija, departamento Ancash. Sua capital é a cidade de La Merced.

## Transporte
O distrito de La Merced não é servido pelo sistema de estradas terrestres do Peru.